# Marull
Marull är en ort i Argentina.   Den ligger i provinsen Córdoba, i den centrala delen av landet, 600 km nordväst om huvudstaden Buenos Aires. Marull ligger 93 meter över havet och antalet invånare är 1 765.
Terrängen runt Marull är mycket platt. Runt Marull är det glesbefolkat, med 14 invånare per kvadratkilometer.. Närmaste större samhälle är Balnearia, 15,2 km öster om Marull.
Trakten runt Marull består till största delen av jordbruksmark.